# 王更生 (1928年)
王更生（1928年7月20日—2010年7月29日），男，河南汝南人，中华民国文学研究家。

## 生平
幼年迭經戰亂，自1948年5月渡海來台，初任教於瑞芳鎮鼻頭國小。歷任中小學教師、主任、德明行政管理專科學校（現名德明財經科技大學）校長。前總統府秘書長鄭彥棻是德明第一任董事長，曾三顧王教授家請託主持德明校務，為教壇一段佳話。
後於1998年8月於台灣師範大學國文系教授職上榮退，其間講授「文心雕龍」、「文章學」、「唐宋八大家文研究」等，又以《文心雕龍》研究被譽為當今海峽兩岸龍學研究之大師。
2010年7月29日因胰臟癌病逝，享壽83歲。部分學術界人士敬稱其為「更公」。

## 学术贡献
將劉勰生年推定為宋孝武帝大明八年（464年），與范文瀾、華仲麐、張嚴、王金凌、譚家定、黃公偉等依僧祐卒年訂定劉勰生年為宋明帝泰始元年（465年）不同。

## 著述
- 《晏子春秋今註今譯》，臺灣商務印書館，民國七十六年[1987]初版。
- 《文心雕龍讀本》
- 《孝園尊者戴傳賢傳》